# إسماعيل نعنوع
 إسماعيل جميل نعنوع هو ممثل تلفزيوني وإذاعي ومسرحي وممثل صوت لبناني. برز في دبلجة مسلسلات والبرامج الوثائقية والرسوم المتحركة. 

## أعماله بالتمثيل

### أفلام
| السنة | العنوان            | الدور    | مصادر |
| ----- | ------------------ | -------- | ----- |
| 1975  | سيدتي الجميلة      |          |       |
| 1983  | امراة في بيت عملاق |          |       |
| 2007  | أرض الطف           |          |       |
| 2011  | خلة وردة           | أبو صبحي | [ 4 ] |

### مسلسلات
| السنة | العنوان         | الدور | مراجع |
| ----- | --------------- | ----- | ----- |
| 1973  | مذكرات ممرضة    |       |       |
| 1976  | يسعد مساكم      |       |       |
| 1979  | بنت البواب      |       |       |
| 1980  | رجال ومواقف     |       |       |
| 1985  | رصيف البارزيانا |       |       |
| 1986  | البخلاء         |       |       |
| 1986  | هلا             |       |       |
| 1987  | مسلسل الفجر     |       |       |
| 1989  | مسلسل ندم       |       |       |
| 1990  | زوج الانسة      |       |       |
| 2011  | الغالبون        |       |       |

## أعماله بالدبلجة

### الرسوم المتحركة
- أبطال النينجا - هان
- الأحلام الذهبية
- اسألوا لبيبة
- أصحاب الكهف
- ألفريد كواك
- آليس في بلاد العجائب (فيلم 1951) - دودو (النسخة العربية الفصحى)
- البدايات المضيئة
- البراق محقق الأمنيات
- بل وسيباستيان
- الجائزة الكبرى
- جزيرة الكنز
- حرب الكواكب
- حكايات لا تنسى
- الخارقون - ريك، الحفار (النسخة العربية الفصحى)
- خلف حائط الحديقة
- دانيا والعم وحيد
- رحلة الأيام
- رحلة عنابة
- ريمي الفتى الشريد
- ساندي بل
- السبع المدهش
- سبورت بيلي
- السنافر (مسلسل) - شرشبيل (نسخة إيمدج برودكشن هاوس)
- طائرات: حرائق وإنقاذ - أويلجامر
- طمطوم وأبطال الروضة الخضراء
- العم جدو
- غزاة من الفضاء
- مات هاتر - ألفريد هاتر
- المختار الثقفي - سليمان بن صرد، المهلب بن أبي صفرة
- مسلسل عروس البحر
- مغامرات زينة ونحول
- مغامرات ساسوكي
- مغامرات الفضاء - غرندايزر
- مغامرات فلاب جاك - كابتن كناكلز
- ميمونة ومسعود
- النسر الذهبي
- نعنوع الدلوع
- ينابيع المعرفة

### المسلسلات
- مهما كان الثمن - ساغون.

## روابط خارجية
- إسماعيل نعنوع على موقع IMDb (الإنجليزية)
- إسماعيل نعنوع على موقع قاعدة بيانات الأفلام العربية